# Merval
Merval ist ein Ort und eine ehemalige französische Gemeinde mit 121 Einwohnern (Stand: 1. Januar 2022) im Département Aisne in der Region Hauts-de-France.
Mit Wirkung vom 1. Januar 2016 wurde Merval mit Longueval-Barbonval, Glennes, Perles, Révillon, Vauxcéré und Villers-en-Prayères zur Commune nouvelle Les Septvallons zusammengeschlossen. Alle ehemaligen Gemeinden verfügen in der neuen Gemeinde über den Status einer Commune déléguée.

## Lage
Nachbarorte sind Serval im Nordwesten, Révillon im Norden, Glennes im Osten, Baslieux-lès-Fismes im Süden, und Fismes und Blanzy-lès-Fismes im Südwesten.

## Bevölkerungsentwicklung
| Jahr      | 1962 | 1968 | 1975 | 1982 | 1990 | 1999 | 2008 | 2015 |
| --------- | ---- | ---- | ---- | ---- | ---- | ---- | ---- | ---- |
| Einwohner | 84   | 65   | 55   | 73   | 71   | 69   | 81   | 119  |

## Sehenswürdigkeiten
- Kirche Saint-Martin, seit 1919 Monument historique

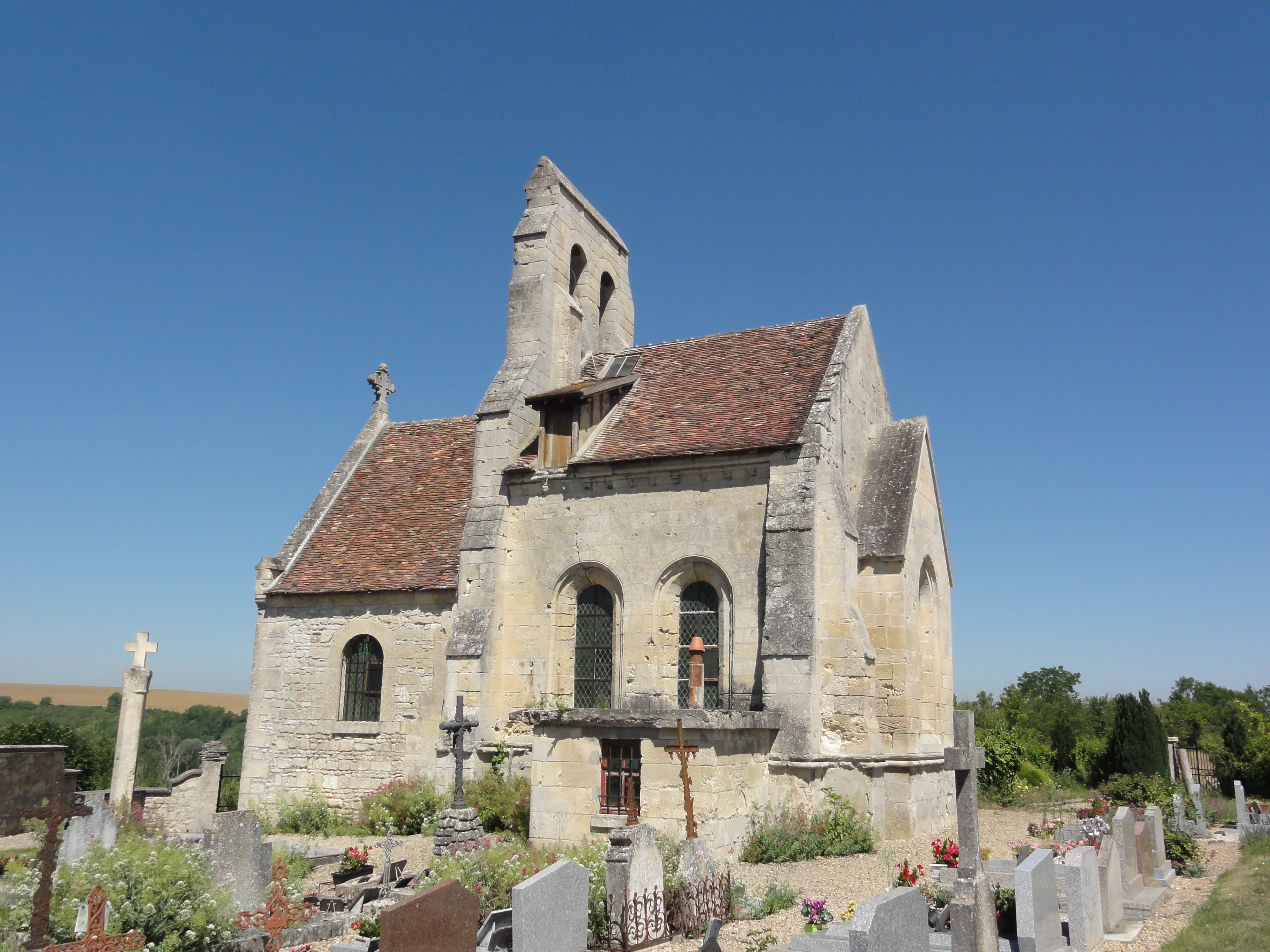
Die Kirche Saint-Martin